# 関市立板取中学校
関市立板取中学校（せきしりつ いたどりちゅうがっこう）は、岐阜県関市板取に存在した公立中学校。

## 概要
- 旧・武儀郡板取村の中学校であり、関市板取地区が校区であった。2016年、洞戸中学校と統合し、板取川中学校の新設により廃校。
- 体育館は関市板取体育館として使用されている。板取学校給食センター（一部は板取中学校ランチルーム）は民間企業に貸し出され、クルマエビの養殖場となっている。

## 沿革
- 1947年（昭和22年）4月1日 - 板取村立板取中学校として開校。本校は板取村立中切小学校[注釈 1]の校舎の一部を仮校舎とする。門出分校、島口冬季分校、白谷冬季分校を設置する。
- 1951年（昭和26年） - 島口冬季分校と白谷冬季分校が、冬季分校から常設の分校となる。
- 1958年（昭和33年） - 本校を新築移転。
- 1962年（昭和37年） - 本校を現在地（当時の板取村2305）に新築移転。門出分校、島口分校、白谷分校を廃止。寄宿舎を設置。
- 1978年（昭和53年） - 寄宿舎を廃止。
- 1993年（平成5年） - 新校舎（鉄筋コンクリート造2階建）、ランチルーム（給食センター併設）が完成。
- 2005年（平成17年）2月7日 - 板取村、上之保村、洞戸村、武儀町、武芸川町が関市に編入される。同時に関市立板取中学校に改称する。
- 2016年（平成28年）
  - 3月27日 - 閉校式。
  - 3月31日 - 統合により閉校。

## 門出分校
- 現在の岐阜県関市板取1129に存在し、門出（かどいで）地区が校区であった。
- 1947年、板取村立板取中学校門出分校として開校。門出小学校[注釈 2]に併設され、1955年には中学校校舎が新築された。
- 1962年、板取中学校が現在地に新築移転したと同時に廃校。

## 島口分校
- 現在の岐阜県関市板取5085-3に存在し、島口地区が校区であった。
- 1947年、板取村立板取中学校島口冬季分校として開校。島口小学校に併設されていた。1951年に中学校校舎を新築し、同時に通年の島口分校となった。
- 1962年、板取中学校が現在地に新築移転したと同時に廃校。

## 白谷分校
- 白谷地区が校区であった。
- 1947年、板取村立板取中学校白谷冬季分校として開校。白谷小学校に併設されていた。1951年に中学校校舎を新築し、同時に通年の白谷分校となった。
- 1962年、板取中学校が現在地に新築移転したと同時に廃校。白谷地区は板取中学校から離れていたこともあり、白谷地区の生徒は冬季は板取中学校寄宿舎を利用していた。